# Jamajská hokejová reprezentace
Jamajská hokejová reprezentace je mužstvo ledního hokeje z ostrova Jamajka. V roce 2011 byla založena Jamaican Olympic Ice Hockey Federation a 18. května 2012 byla přijata do IIHF jako přidružený člen. Jamajka dosud nesehrála žádný oficiální mezistátní zápas. V zemi je 20 registrovaných hráčů.  Funkcionáři hledají po světě další hokejisty s jamajskými kořeny, kteří by měli zájem reprezentovat; už jim šlo o účast na olympiádě v roce 2018. 